# Carmenta crassicornis
Carmenta crassicornis is een vlinder uit de familie wespvlinders (Sesiidae), onderfamilie Sesiinae.
Carmenta crassicornis is voor het eerst wetenschappelijk beschreven door Walker in 1865. De soort komt voor in het Neotropisch gebied.